# اتلي جيريجيرسين
اتلي جيريجيرسين (بالدنماركية: Atli Gregersen)‏ (15 يونيو 1982 بتوشهافن في جزر فارو - ) هو لاعب كرة قدم دانمركي في مركز الدفاع. شارك مع منتخب جزر فارو تحت 17 سنة لكرة القدم ومنتخب جزر فارو تحت 19 سنة لكرة القدم ومنتخب جزر فارو لكرة القدم. أما مع النوادي، فقد لعب مع جي آي جوتا وفيكينغور غوتا ونادي راندرس ونادي روس كاونتي ونادي لينغبي وIF Skjold Birkerød ‏ وبولدكلوبن فرم.

## وصلات خارجية
- اتلي جيريجيرسين على موقع الاتحاد الدولي (مؤرشف)  (الإنجليزية)
- اتلي جيريجيرسين على موقع الاتحاد الأوربي (الإنجليزية)
- اتلي جيريجيرسين على موقع قاعدة بيانات كرة القدم.إي يو (الإنجليزية)
- اتلي جيريجيرسين على موقع ناشيونال فوتبول تيمز (الإنجليزية)
- اتلي جيريجيرسين على موقع Soccerbase.com (لاعب) (الإنجليزية)